# Afzelius, Bygren, Råstam
Afzelius, Bygren, Råstam är det fjärde livealbumet av Björn Afzelius, betitlat efter honom själv samt hans medmusiker Bengt Bygren och Hannes Råstam. Albumet släppte 1992, och blev det sista livealbumet av Afzelius släppt innan hans död 1999.
Afzelius, Bygren, Råstam var det första albumet av Afzelius som inte släpptes på LP.

## Låtlista
Text och musik av Björn Afzelius, om inget annat anges.
1. "Som en duva" (Mikael Wiehe)
2. "Två ljus"
3. "D.S.B. Blues"
4. "En kungens man"
5. "Isabelle"
6. "Ikaros"
7. "Valet" (Origialtext och musik: Peggy Seeger; svensk text: Mikael Wiehe)
8. "Flickan från landet i norr" (Originaltext och musik: Bob Dylan; svensk text: Björn Afzelius)
9. "Don Quixote" (Text: Björn Afzelius; musik: Silvio Rodríguez)
10. "Till min kära"
11. "Tusen bitar" (Originaltext och musik: Anne Linnet; svensk text: Björn Afzelius)
12. "Gånglåt från Sörgården"
13. "Älska mej nu"

## Musiker
- Björn Afzelius - Sång, akustisk gitarr
- Bengt Bygren - Piano, dragspel, sång
- Hannes Råstam - Bas
- Luis Enrique Mejia Godoy - Bongos (Don Quixote, Till min kära)

### Fotnoter
1. ↑  ”Afzelius, Bygren, Råstam”. Discogs.com. http://www.discogs.com/Bj%C3%B6rn-Afzelius-Bengt-Bygren-Hannes-R%C3%A5stam-Afzelius-Bygren-R%C3%A5stam/master/411966. Läst 13 januari 2013.